# 可麗露
可麗露（法語：canelé），早期音譯為可露麗，台灣現今多誤稱為可麗露，有天使之鈴的美名，是一種小型的法式甜點，表層則是硬脆又厚實的褐色焦糖外殼，内部是半融化状的蛋糕糊，散發著酒香和香草味。
這種法國甜點外形小巧，約呈2英吋高、在表面有凹凸楞狀的圓柱體，像極了一個小鈴鐺，是法國西南部波爾多地區的特產，但也常常可以在巴黎的糕點店（pâtisseries）找到。製作上用到雞蛋、牛奶與麵粉，會加上蘭姆酒與香草調味。糊狀的軟凍在模子裡烘培，使得可麗露有著焦糖外殼與鬆軟多孔的內裡。

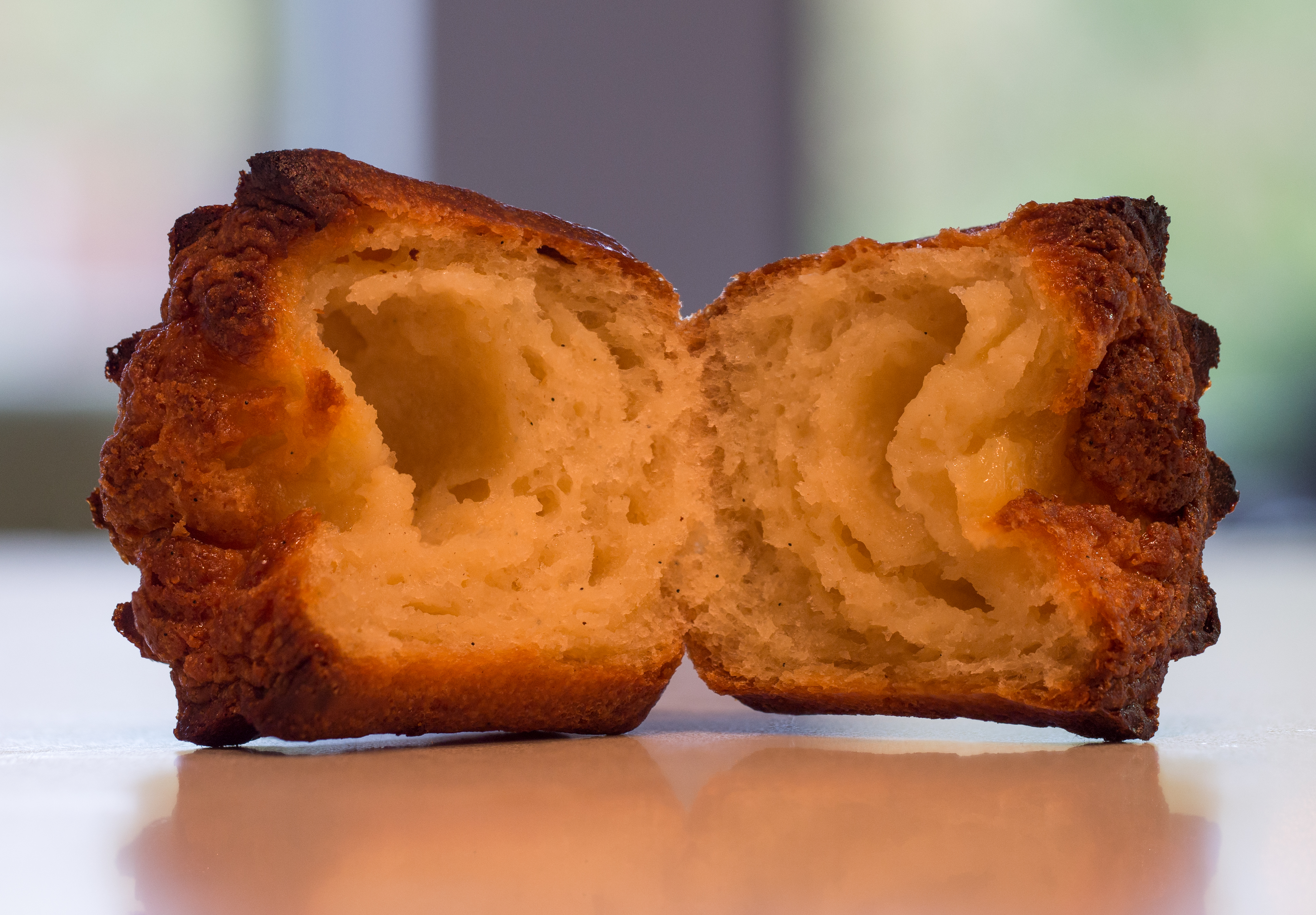
將可麗露切開，可以看出表層跟內部的對比。蛋白過多、麵糊發酵不完全、溫度不正確皆會導致內部氣室過大。

## 歷史
據說可麗露發明於15或18世紀的波爾多聖母修道院，cannele這個詞源自於加斯科涅語，一種在19世紀盛行於波爾多和法國西南部的方言。
在里摩有一種以麵粉和蛋黃製成的麵包叫做canole，與18世紀以來在波爾多販售的食物canaule（也有人寫做canaulé 或 canaulet）相同。
1663年時，烘焙師被稱之為canauliers，他們在波爾多議會註冊了一家公司（行會），因此議會允許他們生產一些特殊食品，可麗露的前身就是其中之一。然而當時的糕點行會壟斷用糖、麵團、牛奶製成食品的市場，並且禁止同行使用這些原料，因此烘焙師們組成的公司無法使用這些原料。於是在1755年3月3日，烘焙師們成功向凡爾賽州立法院提出異議，法院裁定停止糕點行會的壟斷。而可麗露的名稱就來自於「canauliers」這個字。
到了1767年，一項法令規定canauliers只能開設八個店面，並且對於加盟該行業設立了非常高的門檻。然而在1785年，至少有39家店面開設在波爾多，更有10家開設在利勒河畔聖瑟蘭。在法國大革命時所有的公司都被廢止，但根據之後的人口普查資料顯示，這些canauliers仍繼續營業。直到二十世紀的第一季度，可麗露才再次回歸市場，據說是一位糕點師傅重新推廣canauliers的古老食譜，並且在麵團中添加蘭姆酒與香草。而可麗露具有凹槽的外型，是因為可麗露的字根和建築物上的凹槽裝飾cannelure（法語）相同，所以甜點師傅就把可麗露做成有凹槽的形狀。
可麗露（cannelé）這一詞的現代用法出現於近代。1970年代的法國美食家指南 （Guide Gourmand de la France）並沒有提及這項甜點，直到1985年甜點業開始蓬勃發展時才出現波爾多可麗露兄弟會（Confrérie du Cannelé de Bordeaux），並且創造了可麗露（cannelé）這個名字作為集體品牌登記註冊在法國國家工業產權局。 該品牌註冊十年後，至少有800家製造商在阿基坦地區營業、600家在吉倫特地區營業。1922年，光是在吉倫特地區就有大約450萬的消費量。

## 外部連結
- Chocolate and Zucchini's article about caneles, with recipe （页面存档备份，存于）
- YouTube上的Cannelés de Bordeaux at Rendezvous french patisserie at Salt Spring Island
- How to make Cannelés de Bordeaux (Canelés recipe and technique) （页面存档备份，存于）